# Plebiscyt Lokomotywa
Plebiscyt Lokomotywa – nonprofitowa inicjatywa blogerów książkowych, promująca wartościowe książki dla młodego czytelnika. Recenzenci nominują po dziesięć najlepszych ich zdaniem książek opublikowanych w roku poprzedzającym w sześciu kategoriach: Tekst, Obraz, Fakt, Przekład, Komiks i Od A do Z. Zwycięzców wybiera publiczność w czasie internetowego głosowania. Pierwsza edycja plebiscytu miała miejsce w roku 2018.

## Nagrodzeni

### Tekst
- 2018: Justyna Bednarek, Babcocha, Wydawnictwo Poradnia K
- 2019: Katherine Marsh, Chłopiec znikąd, Wydawnictwo Widnokrąg
- 2020: Christelle Dabos(inne języki), Lustrzanna t. 2 Zaginieni z Księżycowa, Wydawnictwo Entliczek
- 2021: Marta Kisiel, Małe licho i babskie sprawki, Wilga
- 2022[3]: Zofia Stanecka, Drań czyli moje życie z jamnikiem, Wydawnictwo Kropka
- 2023[4]: Justyna Bednarek, Hip, hip, kura!, Wydawnictwo Świetlik

### Obraz
- 2018: Emilia Dziubak, Horror, Wydawnictwo Gereon
- 2019: Ewa Kozyra-Pawlak, Paweł Pawlak, Mały atlas zwierzaków Ewy i Pawła Pawlaków, Wydawnictwo Nasza Księgarnia
- 2020: Emilia Dziubak, Co budują zwierzęta?, Wydawnictwo Nasza Księgarnia
- 2021: Elżbieta Wasiuczyńska, Bercia i Orson, Wydawnictwo Agora
- 2022: Maria Strzelecka, Beskid bez kitu. Zima, Libra PL
- 2023: Marianna Oklejak, Tam i z powrotem. Opowieści jaskółek, Libra PL

### Fakt
- 2018: Wojciech Grajkowski, Piotr Socha, Drzewa, Wydawnictwo Dwie Siostry
- 2019: Monika Utnik-Strugała, Małgosia Piątkowska, Po ciemku, czyli co się dzieje w nocy, Wydawnictwo Nasza Księgarnia
- 2020: Przemek Staroń, Szkoła bohaterek i bohaterów, czyli jak radzić sobie z życiem, Wydawnictwo Agora
- 2021: Barbara Pietruszczak, Anna Rudak, Twoje ciałopozytywne dojrzewanie. Przewodnik po zmianach w ciele, pierwszej miesiączce i ciałopozytywności, MOONKA
- 2022: Zuzanna Orlińska (tekst), Aleksandra Fabia (ilustracje), Ładna historia, Wydawnictwo Kropka
- 2023: Dominika Stadnicka-Strzembosz (tekst), Marcin Strzembosz (ilustracje), Nie może być!, Wydawnictwo Muchomor

### Komiks
- 2018: Tomasz Samojlik, Zguba Zębiełków, Wydawnictwo Kultura Gniewu
- 2019: Tomasz Samojlik, Marcin Podolec, Agata Mianowska, Bardzo dzika opowieść 1. Las złamanych serc, Wydawnictwo Kultura Gniewu
- 2020: Aleksandra i Daniel Mizielińscy, Którędy do Yellowstone?, Wydawnictwo Dwie Siostry
- 2021: Bogusław Janiszewski i Max Skorwider, O, choroba!, Agora dla dzieci/Fundacja Iskierka
- 2022: Guo Jing(inne języki), Jedynaczka , przekł. z chiń. Sabina Kryk/Raraku.pl, Wydawnictwo Mandioca
- 2023: Tomasz Samojlik, Adam Wajrak, Detektyw Wróbel – seria, Wydawnictwo Agora dla dzieci

### Przekład
- 2018: Joanna Wajs za tłumaczenie książki Sergio Olivottiego Zwierzoobjaśniarka. Wynalazek, który zmienił świat, Wydawnictwo Nasza Księgarnia
- 2019: Paweł Łapiński za tłumaczenie książki Christelle Dabos Zimowe zaręczyny, Wydawnictwo Entliczek
- 2020: Michał Rusinek za tłumaczenie książki Julii Donaldson Dziecko Gruffalo, Wydawnictwo Tekturka
- 2021: Kaja Makowska, Tajemne bractwo pana Benedykta, Dwukropek
- 2022: Anna Bańkowska, Anne z Zielonych Szczytów, L. M. Montgomery, Marginesy
- 2023: Jacek Dehnel, Opowieść wigilijna, czyli kolęda prozą (A Christmas Carol. In Prose. Being a Ghost Story of Christmas), Charles Dickens, Wydawnictwo Literackie

### Od A do Z
- 2018: Wojciech Grajkowski & Piotr Socha oraz zespół redakcyjny w składzie: Jakub Dolatowski (konsultacja merytoryczna), Magdalena Cicha-Kłak (redakcja), Karolina Iwaszkiewicz (korekta), Piotr Bałdyga (skład i przygotowanie do druku), Perfekt (druk), Drzewa, Wydawnictwo Dwie Siostry
- 2019: Chris Haughton, Katarzyna Domańska (przekład) oraz zespół redakcyjny i wykonawca druku wydania, Trochę się zgubiłam, Wydawnictwo Dwie Siostry
- 2020: Tina Oziewicz & Aleksandra Zając oraz zespół redakcyjny w składzie: Karolina Iwaszkiewicz (redakcja i korekta), Piotr Bałdyga (łamanie i skład), Edica sp. z o.o. (druk), Co robią uczucia?, Wydawnictwo Dwie Siostry
- 2021: Katarzyna Jackowska-Enemuo & Marianna Sztyma, zespół redakcyjny w składzie: Monika Krzywoszyńska, DTP Wiesław Wiszowaty, druk Zakład Poligraficzny Moś i Łuczak, Tkaczka chmur, Wydawnictwo Albus
- 2022: Katarzyna Jackowska-Enemuo, ilustracje Nika Jaworowska-Duchlińska, zespół redakcyjny w składzie: Monika Krzywoszyńska, DTP Wiesław Wiszowaty, druk Zakład Poligraficzny Moś i Łuczak, Między światem a zaświatem, Wydawnictwo Albus
- 2023: Artur Gębka, ilustracje Agata Dudek, zespół redakcyjny w składzie: Anna Nowacka-Devillard, Katarzyna Szach-Bolaczek,  typografia i opr. graf. Małgorzata Nowak, opieka produkcyjna Multiprint Joanna Danieluk, Butelka taty, Wydawnictwo Widnokrąg